# Popútnaya
Popútnaya (del ruso: Попутная) es una stanitsa del raión de Otrádnaya del krai de Krasnodar, en Rusia. Está situada en la orilla izquierda del río Urup, en el lugar donde encuentra a su afluente por la izquierda, Bei-Murza-Chojrak, en la llanura al norte del Gran Cáucaso, 14 km al noroeste de Otrádnaya y 200 km al sureste de Krasnodar, la capital del krai.Tenía 5 809 habitantes en 2010
Es cabeza del municipio Popútnenskoye, al que pertenecen asimismo Berezhinovski y Traktovi.

## Historia
La stanitsa fue fundada en 1856, en el contexto de la Guerra del Cáucaso, en tierras anteriormente habitadas por los adigué. 